# Енциклопедія постмодернізму
Енциклопедія постмодернізму — енциклопедичне видання, видане у 2003 році у
Києві видавництвом «Основи».
За редакцією Чарлза Вінквіста та Віктора Тейлора. Переклав з англійської Віктор Шовкун. Науковий редактор перекладу доктор філософських наук Олексій Шевченко. Обсяг — 503 сторінки.
Універсальне видання, що містить ґрунтовне зібрання відомостей про найістотніші течії новітньої західної думки та про найяскравіших її представників. У виданні з належною повнотою представлено всю множину концепцій, понять і категорій, запропонованих сучасним постмодернізмом, а також біографії чільних філософів і культурологів останніх десятиліть, включно з переліком їхніх найголовніших праць.

## Нагороди
Перше місце Всеукраїнського рейтингу «Книжка року 2003» у номінації «Обрії» (енциклопедичні та довідкові видання).